# Rio Dragomirna (Suceava)
O Rio Dragomirna é um rio da Romênia, afluente do Mitocu, localizado no distrito de Suceava.